# Ducati MH900e
La Ducati MH900e (chiamata anche MH900 Evoluzione) è una motocicletta sportiva prodotta dalla casa motociclistica italiana Ducati a partire dal 2001 al 2002.

## Descrizione
La MH900e è una moto sportiva realizzata in stile "retrò" prodotta in edizione limitata in soli circa 2000 esemplari. La motocicletta, la cui progettazione è iniziato nel 1998, è stata la prima moto venduta esclusivamente su internet.
Il nome MH sta per le iniziali del pilota 
Mike Hailwood, mentre 900 per la cilindrata del motore e la e per evoluzione.
È stata progettata da Pierre Terblanche per omaggiare la motocicletta da corsa del 1978 guidata da Mike Hailwood. Nel 1984 la Ducati aveva già realizzato un'altra moto, la Ducati MHR, anch'essa in omaggio alla moto di Hailwood del 1978.